# Джон Чибуїке
Джон Чибуїке (англ. John Chibuike, нар. 10 жовтня 1988, Енугу) — нігерійський футболіст, півзахисник турецького «Газіантепспора».

## Ігрова кар'єра
У дорослому футболі дебютував 2008 року виступами за команду клубу «Енугу Рейнджерс», де провів один сезон своєї ігрової кар'єри. Своєю грою за цю команду привернув увагу представників тренерського штабу клубу «Геккен», до складу якого приєднався 2009 року. Відіграв за команду з Гетеборга наступні два сезони своєї ігрової кар'єри. Більшість часу, проведеного у складі «Геккена», був основним гравцем команди, виступаючи у ролі півзахисника, при тім, що у попередній команді грав на позиції захисника.
До складу клубу «Русенборг» приєднався 2011 року, підписавши чотирирічний контракт. Протягом декількох років був стабільним гравцем оснвного складу, відзначаючись до того ж досить високою результативністю.
2014 року переборався до Туреччини, ставши гравцем місцевого «Газіантепспора».